# Youzhu
Youzhu (chinesisch 油竹街道, Pinyin Yóuzhú jiēdào) – nicht zu verwechseln mit der Metropole Yuzhou – ist ein Straßenviertel im Südosten der chinesischen Provinz Zhejiang. Er gehört administrativ zum Kreis Qingtian der bezirksfreien Stadt Lishui. Er verwaltet ein Territorium von 20,86 km², wovon 5,2 km² urbanes Gebiet sind, und hatte am Jahresende 2016 eine Gesamtbevölkerung von 51.000 Personen und eine registrierte Bevölkerung von 21.000 Personen. Das durchschnittliche Einkommen der Einwohner von Youzhu betrug im Jahr 2016 rund 21.500 Yuan.
Per Ende 2018 unterstanden dem Straßenviertel Youzhu 3 Einwohnergemeinschaften und 8 Dörfer.